# 双环辛四烯合铈
双环辛四烯合铈是由铈和两个环辛四烯阴离子组成的金属有机化合物，化学式为Ce(C8H8)2，可简写为Ce(COT)2，最初于1976年被发现。它可由K[Ce(COT)2]和碘化银反应，或和烯丙基溴反应制得；改良方法则以Li[Ce(COT)2]为原料和对苯醌反应来制备。在Ce(COT)2中，Ce为+3价。